# Fondazione Nicola Trussardi
La Fondazione Nicola Trussardi è un'istituzione non profit per la promozione della cultura e dell'arte contemporanea. Creata nel 1996 e riconosciuta con decreto del Ministero dell'Interno (Gazzetta Ufficiale del 1º luglio 1999, n. 64, anno 140), la Fondazione Nicola Trussardi non è una collezione e non è un museo. È piuttosto un'agenzia per la produzione e la diffusione dell'arte contemporanea in contesti molteplici e attraverso i canali più diversi.
Dall'autunno del 2003, sotto la guida di Beatrice Trussardi e con la nomina del curatore e critico Massimiliano Gioni a Direttore Artistico, la Fondazione Nicola Trussardi si è avventurata in un territorio inesplorato da altre istituzioni italiane; il suo principale obiettivo è ora la realizzazione di eventi ed esposizioni temporanee d'arte contemporanea negli spazi pubblici della città di Milano.
La Fondazione ha lasciato così lo spazio espositivo di Palazzo Marino alla Scala per portare l'arte contemporanea direttamente nella città: la Fondazione esplora così il mondo dell'arte di oggi ma diventa anche una bussola per orientarsi nel teatro della città, avvia nuove collaborazioni con istituzioni cittadine, dentro e fuori dai confini dell'arte.
Con la sua attività, che prevede due grandi eventi espositivi all'anno accompagnati da progetti più agili come pubblicazioni, interventi su testate periodiche, mail-art, si confronta dunque con Milano, guarda alla città come depositaria di un nuovo immaginario, tutto da scoprire, fatto di arte e cultura, di occasioni di scambio, di idee da promuovere e serbatoio di energie e creatività. Impegna tutte le sue risorse e conoscenze per produrre occasioni di cultura e per rendere le ricerche più innovative dell'arte contemporanea a disposizione di tutti.

## Cronologia delle mostre 2003-2010
- Short Cut di Elmgreen & Dragset dal 7 maggio al 4 giugno 2003 - Ottagono, Galleria Vittorio Emanuele, Milano
- If I Had You di Darren Almond Dal 4 al 23 novembre 2003 - Palazzo della Ragione, Milano
- Untitled di Maurizio Cattelan Dal 5 maggio al 6 giugno 2004 - Piazza XXIV Maggio, Milano
- Meechfieber di John Bock Dal 9 novembre al 5 dicembre 2004 - Sala Reale, Stazione Centrale, Milano
- Jet Set Lady di Urs Fischer Dal 3 maggio al 1º giugno 2005 - Istituto dei Ciechi, Via Vivaio 7, Milano
- Long Sorrow di Anri Sala Dal 15 novembre al 18 dicembre 2005 - Circolo Filologico Milanese, Via Clerici 10, Milano
- I Like Things di Martin Creed Dal 16 maggio al 18 giugno 2006 - Palazzo dell'Arengario, Piazza del Duomo, Milano
- My Religion Is Kindness. Thank You, See You in the Future. di Paola Pivi Dal 14 novembre al 10 dicembre 2006 - Vecchi Magazzini della Stazione di Porta Genova, Via Valenza 2, Milano
- One of Many di Pawel Althamer Dal 7 maggio al 5 giugno 2007 - Palazzina Appiani, Arena Civica di Milano, Viale Byron 2, Milano
- Altri fiori e altre domande di Peter Fischli & David Weiss Dal 30 gennaio al 16 marzo 2008 - Palazzo Litta, Corso Magenta 24, Milano
- Tino Sehgal Dall'11 novembre al 14 dicembre 2008 - Galleria d'Arte Moderna, Via Palestro 16, Milano
- Still Life - Nature morte di Tacita Dean Dal 12 maggio al 21 giugno 2009 - Palazzo Dugnani, Via Manin 2, Milano
- Pig Island - L'isola dei porci di Paul McCarthy Dal 20 maggio al 4 luglio 2010 - Palazzo Citterio, Via Brera 14, Milano
- Parasimpatico di Pipilotti Rist Dal 9 novembre al 18 dicembre 2011 – Cinema Manzoni, Via Alessandro Manzoni 42, Milano
- Rubble and Revelation di Cyprien Gaillard Dal 13 novembre al 16 dicembre 2012 – Caserma XXIV Maggio, Via Vincenzo Monti 59, Milano